# 列克利涅齊
50°13′16″N 24°14′53″E / 50.22111°N 24.24806°E
列克利涅齊（烏克蘭語：Реклинець），是烏克蘭西部的村莊，隸屬利維夫州的舍普季茨基區。該村面積6,610平方公里，2021年人口1,605，該城鎮居民使用烏克蘭語。